# Derma

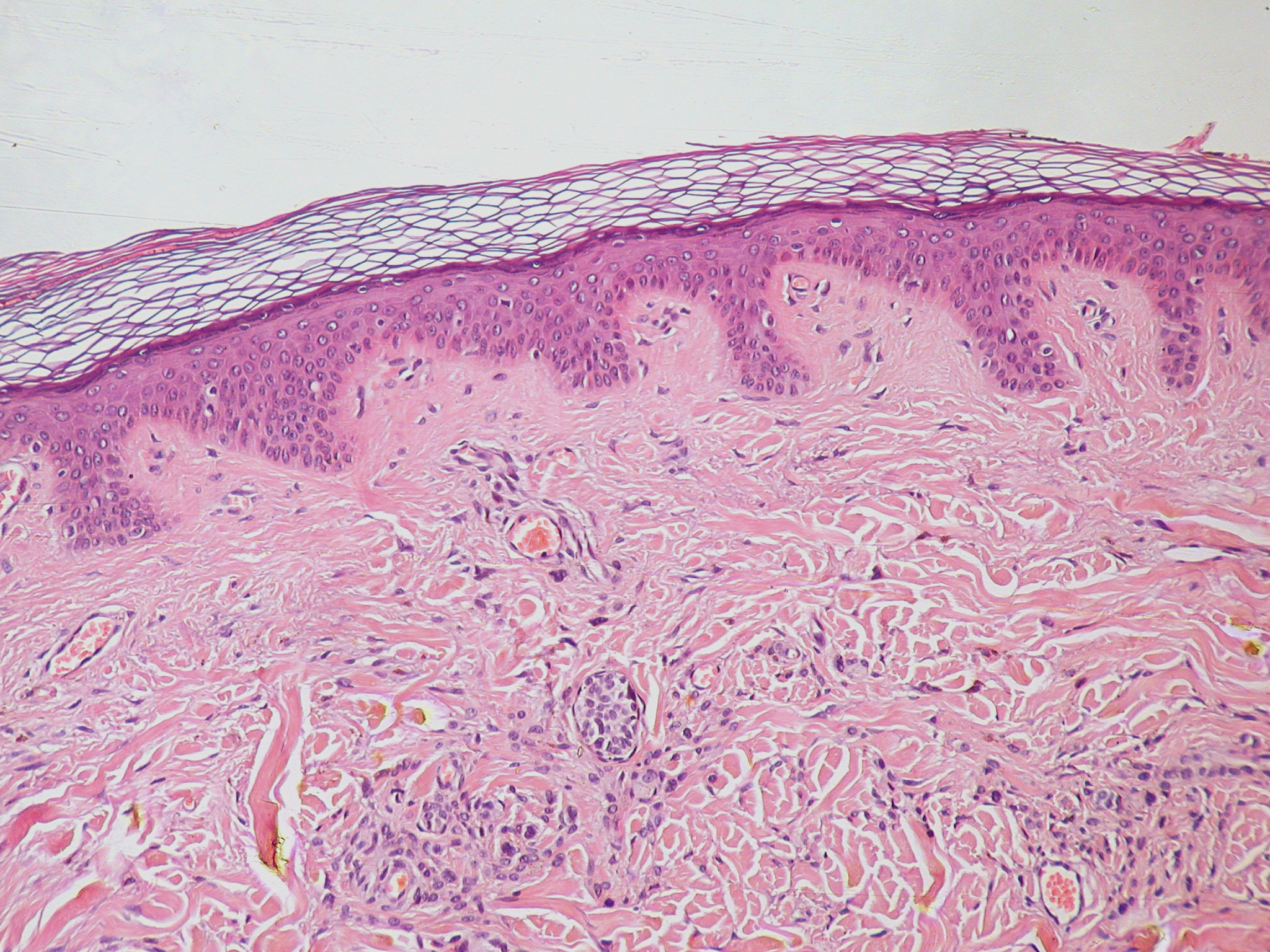
Epidermide e derma. Lo strato rosa chiaro più abbondante è il derma

Il derma (dal greco antico δέρμα?, dèrma, "pelle") è lo strato della cute posto sotto l'epidermide, costituito da un tessuto connettivo propriamente detto denso fibroso, riccamente vascolarizzato e innervato. Si connette all'epidermide tramite la giunzione dermoepidermica che garantisce, con l'elevato numero di filamenti di ancoraggio, un legame sicuro fra i due strati. Il derma, inoltre, dona alla cute le caratteristiche di consistenza e resistenza, grazie alle abbondanti fibre di collagene, e costituisce uno strato molto elastico, che resiste anche a forti trazioni, ma non al taglio. A differenza dell'epidermide, è vascolarizzato. Infine, il derma avvolge i follicoli piliferi.  
Sono presenti nel derma dei cromatofori, che possono essere attivati o meno, a seconda delle necessità dell'animale. In alcuni animali, tra cui le tartarughe, il derma produce delle componenti mineralizzate, delle proteine che contengono componenti inorganici e che sono necessarie per la formazione di carapaci e corazze.

## Istologia
Il derma è prevalentemente costituito da fibroblasti, mastociti e macrofagi, come un normale tessuto connettivo. Sono anche presenti cellule in transito provenienti dal torrente ematico, come leucociti e linfociti, specialmente durante reazioni infiammatorie.
La sostanza amorfa è composta da acqua, elettroliti, glicoproteine e proteoglicani, solforati o meno, che garantiscono viscosità e densità. L'acido ialuronico è il principale glicosamminoglicano non solforato, mentre il dermatansolfato, l'eparansolfato e il condroitinsolfato presentano la componente ricca di zolfo responsabile della compattezza del tessuto.

### Componente fibrosa
Le fibre presenti nel derma sono di due costituenti principali:
- il collagene: si tratta di una glicoproteina (proteina che contiene carboidrati) fibrosa prodotta dai fibroblasti, le principali cellule del derma. Le fibre di collagene si organizzano in fasci disposti fra loro secondo un fitto intreccio, molto resistente alla trazione.
- l'elastina: anch'essa è una glicoproteina fibrosa prodotta dai fibroblasti, e dotata, a differenza del collagene, di notevoli proprietà elastiche. Le fibre elastiniche sono molto meno numerose e più sottili delle fibre collageniche, non si organizzano in fasci, ma si ramificano e si riuniscono formando un reticolo. Le fibre dell'elastina si intrecciano con le fibre del collagene, conferendo elasticità all'intera struttura della cute.

- fibre muscolari striate: si osservano a livello del volto e della faccia, dove l'inserzione dei muscoli pellicciai avviene nel derma;
- fasci di miocellule: dovuti ai muscoli erettori dei peli dei follicoli piliferi o nell'areola mammaria.

Questo tipo di organizzazione strutturale dona al tessuto connettivo dermico eccellenti proprietà di robustezza, resistenza, sostegno ed elasticità.

## Struttura
Il derma viene diviso in diversi strati, che continuano l'uno con l'altro senza nessuna distinzione netta:
- Papillare: strato sottostante l'epidermide.
- Reticolare: strato che si estende dalla base del papillare fino all'ipoderma.
- Perianessiale: strato circondante gli annessi cutanei.
- Avventiziale: derma perianessiale e papillare.

### Derma Papillare
Costituito di tessuto connettivo lasso e meno denso, presenta molte fibre collagene e poche fibre elastiche. È ricco di vasi sanguigni e terminazioni nervose e presenta più cellule di quello reticolare. 
La caratteristica del derma papillare è quello di sollevarsi in sporgenze, le papille dermiche, che sono poco presenti e pronunciate in quasi tutta la superficie, a parte nella pelle glabra dove sono più alte, laminari e parallele fra loro. Corrispondono alle creste epidermiche superficiali e in generale combaciano perfettamente con le anse dell'epidermide.
In particolare ogni cresta possiede un'ansa capillare, fibre nervose amieliniche e talvolta i corpuscoli tattili di Meissner.

### Derma Reticolare
È costituito da numerose e robuste fibre collagene ed elastiche organizzati in regioni in cui seguono tutti la stessa direzione. La direzione delle fibre è molto importante perché cambia la resistenza alle deformazioni della pelle in base ai diversi orientamenti. Le incisioni chirurgiche lungo le linee che seguono queste fibre, denominate linee di Langer impediscono un eccessivo allargamento dei margini della ferita e consentono una cicatrizzazione migliore ai fini estetici. La maglia reticolare può essere danneggiata da eccessive distensioni dovute al grasso, al veloce dimagrimento, alla crescita, alla gravidanza o semplicemente per genetica, con una conseguente cicatrizzazione biancastra antiestetica, la smagliatura. La trama reticolare, nel profondo, delimita ampi spazi in cui trovano posto i lobuli adiposi, i follicoli piliferi e i glomeruli delle ghiandole sudoripare. Al termine del derma reticolare il tessuto continua senza distinzioni nette con l'ipoderma.